# Aninoasa (Hunedoara)
Aninoasa (en húngaro: Aninósza) es una ciudad de Rumania en el distrito de Hunedoara.

## Geografía
Se encuentra a una altitud de 638 m s. n. m. a 319 km de la capital, Bucarest.

## Demografía
Según estimación 2012 contaba con una población de 5 816 habitantes.
| 1948 | 1956 | 1966 | 1977 | 1992  | 2002  | 2012  |
| s/d  | s/d  | s/d  | s/d  | 5 552 | 5 106 | 5 816 |